# Kościół Miłosierdzia Bożego w Pabianicach
Kościół Miłosierdzia Bożego w Pabianicach – rzymskokatolicki kościół parafialny należący do parafii pod tym samym wezwaniem (dekanat pabianicki archidiecezji łódzkiej).
Jest to świątynia wzniesiona w latach 1989–1997 w stylu neoromańskim. Budowla jest trzynawowa i zaprojektowana została przez architekta Mirosława Rybaka. Świątynia została konsekrowana w dniu 27 kwietnia 2003 roku przez arcybiskupa Władysława Ziółka.

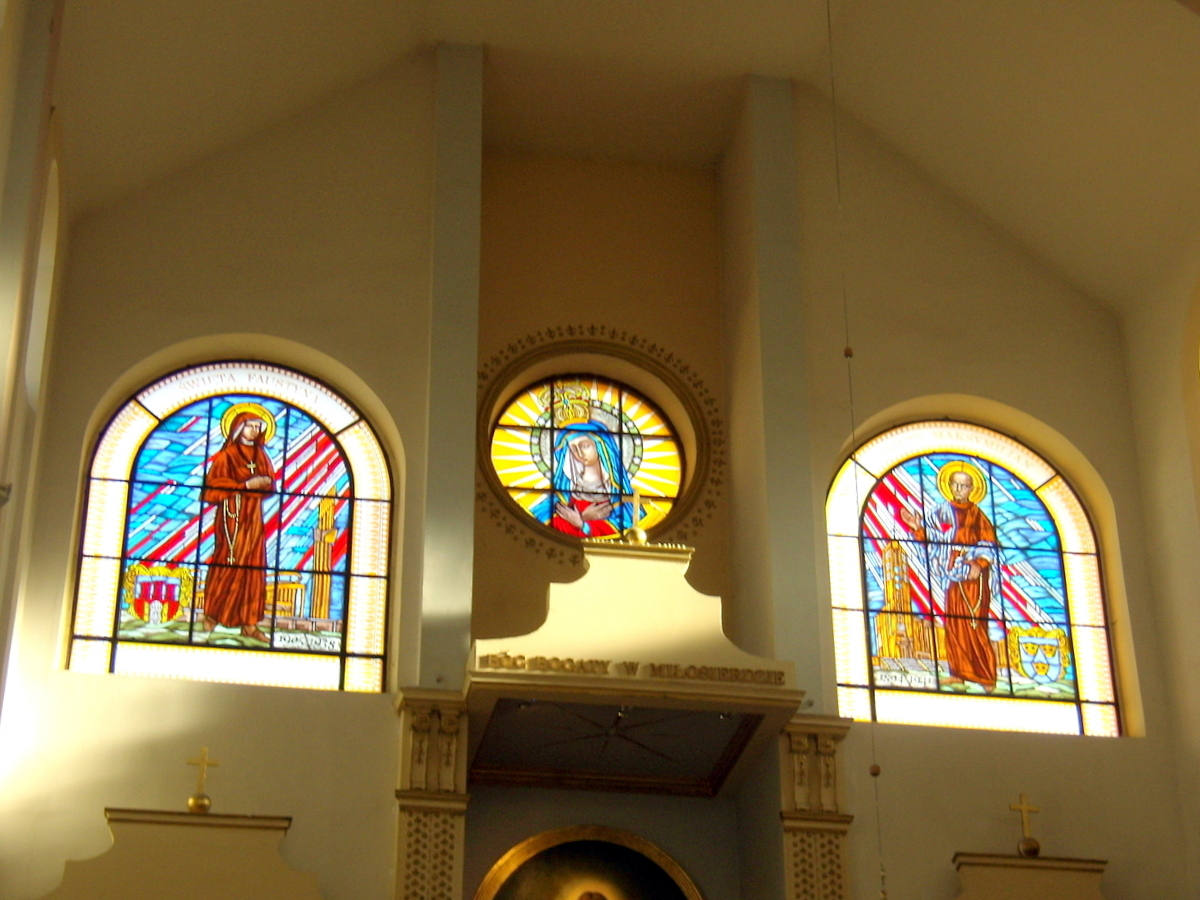
Wnętrze świątyni - witraże

Do wyposażenia kościoła należą: ołtarz murowany, tabernakulum złocone zewnątrz i wewnątrz, Droga Krzyżowa rzeźbiona, 3 dzwony na wieży świątyni napędzane elektrycznie, włoskie organy elektroniczne, 6 konfesjonałów, tablica pamiątkowa przedstawiająca historię budowy.